# Oxalis ebracteata
Oxalis ebracteata är en harsyreväxtart som beskrevs av Francesco Savignone. Oxalis ebracteata ingår i släktet oxalisar, och familjen harsyreväxter. Inga underarter finns listade i Catalogue of Life.